# Javier Gutiérrez Cuevas
Pour les articles homonymes, voir Gutiérrez et Javier Gutiérrez.
Javier Gutiérrez Cuevas, né le 29 mars 1985 à Santander, est un fondeur espagnol.

## Biographie
Gutiérrez fait ses débuts officiels en 2004 et prend part à ses premiers championnats avec l'équipe nationale en 2007 et 2008 à l'occasion des Championnats du monde des moins de 23 ans.
Il fait ses débuts en Coupe du monde en novembre 2007 à Beitostølen et obtient son meilleur résultat individuel en 2012 à Rybinsk (50e).
Aux Jeux olympiques d'hiver de 2010, à Vancouver, il termine 40e de la poursuite, soit son meilleur résultat dans l'élite, 69e du quinze kilomètres libre et ne finit pas le cinquante kilomètres classique. Quatre ans plus tard, lors des Jeux olympiques de Sotchi, il est présent sur les mêmes épreuves, dont le cinquante kilomètres, dont il finit 47e. Il s'agit de sa dernière compétition majeure mondiale.
Il compte trois participations aux Championnats du monde en 2009, 2011 et 2013. C'est lors de l'édition 2013 à Val di Fiemme qu'il signe son meilleur résultat, avec une 51e place sur le cinquante kilomètres classique.
Il a été treize fois champion d'Espagne en ski de fond, devenant aussi champion en ski joëring en 2016.
Il est le frère de Juan Jesús Gutiérrez, aussi fondeur de haut niveau.

## Palmarès

### Jeux olympiques
| Épreuve / Édition | Sprint                           | Sprint                           | 15 km                            | 15 km                            | Poursuite / Skiathlon 2 × 15 km | 50 km   | Relais | Relais    |
| Épreuve / Édition | libre                            | classique                        | libre                            | classique                        | Poursuite / Skiathlon 2 × 15 km | 50 km   | Sprint | 4 × 10 km |
| JO 2010 Vancouver | Épreuve inexistante à cette date | —                                | 69e                              | Épreuve inexistante à cette date | 40e                             | Abandon | -      | —         |
| JO 2014 Sotchi    | -                                | Épreuve inexistante à cette date | Épreuve inexistante à cette date | 63e                              | 57e                             | 47e     | —      | —         |

Légende :
- : pas d'épreuve
- — : non disputée par Gutiérrez

### Championnats du monde
| Épreuve / Édition           | Sprint                           | Sprint                           | 15 km                            | 15 km                            | Poursuite / Skiathlon 2 × 15 km | 50 km | Relais | Relais    |
| Épreuve / Édition           | libre                            | classique                        | libre                            | classique                        | Poursuite / Skiathlon 2 × 15 km | 50 km | Sprint | 4 × 10 km |
| Mondiaux 2009 Lahti         | -                                | Épreuve inexistante à cette date | Épreuve inexistante à cette date | 67e                              | -                               | -     | —      | —         |
| Mondiaux 2011 Oslo          | —                                | Épreuve inexistante à cette date | Épreuve inexistante à cette date | 63e                              | 64e                             | 58e   | -      | -         |
| Mondiaux 2013 val di Fiemme | Épreuve inexistante à cette date | —                                | 74e                              | Épreuve inexistante à cette date | 61e                             | 51e   | —      | —         |

Légende :
- : pas d'épreuve
- — : non disputée par Gutiérrez